# Castelnau-de-Lévis
Castelnau-de-Lévis è un comune francese di 1 540 abitanti situato nel dipartimento del Tarn nella regione dell'Occitania.

## Società

### Evoluzione demografica
Abitanti censiti